# Hesperocharis paranensis
Hesperocharis paranensis is een vlindersoort uit de familie van de Pieridae (witjes), onderfamilie Pierinae.
Hesperocharis paranensis werd in 1898 beschreven door Schaus.